# Prix Balzac (1971)
Pour les articles homonymes, voir Balzac.
Le prix Balzac est un prix littéraire décerné par la Société des amis d’Honoré de Balzac entre 1971 et 1994, à des personnalités « remarquées pour leur importance dans La Comédie humaine de notre temps » dans tous les domaines.

## Description
La Société des amis d’Honoré de Balzac créée en 1949 et à l'époque présidée par Léon Gédéon, décida de distinguer des personnalités via un jury appelé le « Jury des Treize » en référence au cycle romanesque de Balzac. Ce jury était composé de René Bailly, Jean Bernard, André Bourin, Pierre-Georges Castex, Maurice Cazeneuve, Roger Chapelain-Midy, Jean-Jacques Gautier, Léon Gédéon, Félicien Marceau, Pierre-Antoine Perrod, Maurice Rheims, Robert Sabatier, et Alice Sapritch.

## Liste des lauréats
- 1971 : Michel Raude[2]
- 1972 : Jean-Louis Bory[3]
- 1973 : Bernard Blier[4]
- 1974 : Jean-Louis Curtis[4]
- 1975 : Jean d'Ormesson pour Au plaisir de Dieu[5],[6]
- 1976 : Anne Rouanet[4]
- 1977 : Théâtre de l'Atelier[4]
- 1978 : Yvan Christ « pour l'ensemble d'une œuvre qui contribue à sauver le passé de Paris »[7]
- 1979 : Jean Hamburger pour l'ensemble de son œuvre médicale et humaniste[8]
- 1980 : Paul Robert[9]
- 1981 : Roger Ikor pour l’ensemble de son œuvre[10]
- 1982 : Raymond Savignac pour avoir « renouvelé cet art de la rue dans lequel Balzac voyait des poèmes pour les yeux »[11]
- 1983 : Jacques Chancel[4]
- 1984 : Georges Lenôtre[4]
- 1985 : Marcel Bleustein-Blanchet[12]
- 1986 : Robert Doisneau[13],[14]
- 1987 : Georges Charensol[15]
- 1988 : Guy Béart[16]
- 1989 : Christian Lacroix[4]
- 1990 : José Artur[17]
- 1991 : Philippe Guerlain[4]
- 1992 :
- 1993 : Alexandre Astruc[18]
- 1994 : Jean-Jacques Sempé[18]